# Chi Lách tách
Fulvetta là một chi chim trong họ Paradoxornithidae, trước đây được xếp trong họ Sylviidae. Chi này được tách ra khỏi chi Alcippe nghĩa rộng.

## Các loài
- Lách tách họng nâu, Fulvetta ludlowi: Đông nam Tây Tạng tới tây bắc Myanma.
- Lách tách bốn mắt Fulvetta ruficapilla: trung và nam Trung Quốc
- Lách tách ngực nâu hay lách tách Đông Dương, Fulvetta danisi[2][3]: Lào, trung và nam Việt Nam
- Lách tách Trung Hoa, Fulvetta striaticollis: Tây Tạng.
- Lách tách mày trắng, Fulvetta vinipectus[3]: Himalaya tới bắc Việt Nam.
- Lách tách họng vạch hay lách tách Manipur, Fulvetta manipurensis[3][4]: Đông bắc Ấn Độ, tây nam Trung Quốc, bắc Myanma, bắc Việt Nam.
- Lách tách mũ xám, Fulvetta cinereiceps: Trung Quốc.
- Lách tách Đài Loan, Fulvetta formosana[5]: Đài Loan